# Per Ölund
Per Ölund, född 1955 i Stockholm, är en målare, assemblage- och digitalkonstnär samt skulptör.
För närvarande bor han och är verksam på en gård med djur i södra norrland. Ölund började sin bana som skådespelare, sadlade om och 1981 avslutade han sin utbildning vid Kungliga Konstakademien i Stockholm där han hade Hans Viksten och K.G. Bejemark som lärare.
Ölunds debututställning på Galleri H, Stockholm, recenserades på DN:s Kultursida av Peder Alton under rubriken "Avklippta maktmänniskor":
"Hur ser de egentligen ut - maktens män bakom sina ständiga leenden och de grå kostymerna? Christer Themptander och Per Ölund, som nu ställer ut på Konstfrämjandet respektive Galleri H, försöker båda med hjälp av olika montage beskriva de anonyma makthavarna. (...) På Galler H visar Per Ölund en annan typ av montage. Här finns ingenting av Themptanders politiska provokationer. Ölund arbetar i stället i den surrealistiska, psykologiserande traditionen där inte minst sexualiteten och familjen skärskådas. Det är en serie mycket effektiva bilder. Mannen är framställd som en människa som till varje pris vill förhindra insyn i det egna psyket och som skydd i stället visar upp sin "manlighet". Det här är ett annat sätt att beskriva den anonyma makthavaren på, men som tillsammans med Themptanders klippdockor åtminstone ger en skymt av hur han kan se ut inuti. Jag får också intryck av att bilderna berättar om en ändlös könskamp, om en lek med identiteter som aldrig tycks upphöra. I några av dem är männen beskrivna som miniatyrleksaker som kvinnorna när som helst kan blåsa i väg likt förbrukade fjäderprydnader, i andra med titlar som "Nu var mamma ensam i huset" eller "200 sexy housewives" har kvinnorna blivit hemmafruar och utlämnade åt sin ensamhet och sina otillfredsställda erotiska behov. (...)" Peder Alton. DN söndag den 7 mars 1982.
Ölund är representerad i ett stort antal privata samlingar i Sverige och i resten av Europa. Även utanför Europas gränser.
Ölund har haft uppskattningsvis femton separatutställningar sedan 1982 och finns med i Natur och Kulturs "Konstnärslexikon".
Per Ölund är ett konstnärsnamn. Per Ölund är folkbokförd under annat för- och efternamn.